# Dodge Super Bee
De Dodge Super Bee was een gelimiteerde muscle car van het Amerikaanse automerk Dodge tussen 1968 en 1971. Er verschenen twee generaties van. De eerste was gebaseerd op de Dodge Coronet, de tweede op de Dodge Charger.

## Eerste generatie (1968-1970)
De eerste Super Bee was gebaseerd op de Dodge Coronet en enkel beschikbaar als tweedeurs-muscle car. Het model werd van 1968 tot 1970 gebouwd en gold als Dodge' goedkopere muscle car, samen met de vergelijkbare Plymouth Road Runner. De Super Bee werd destijds verkocht aan 3075 USD. Met de optionele Hemi V8-motor kwam die prijs een derde hoger te liggen. Daardoor werden hiervan slechts 125 stuks verkocht. De Super Bee was verder uitgerust met een versterkte wielophanging, optioneel een manuele vierversnellingsbak en strepen en een Super Bee-logo op de carrosserie. In 1969 verscheen ook een hardtop-versie naast de coupé. Midden dat jaar werd ook een nieuwe V8 van 390 pk aan de optielijst toegevoegd. Voor 1970 kreeg de Super Bee met een face-lift een nieuwe voorzijde met een dubbel ovale radiatorrooster dat de marketeers bumblee bee wings noemden. De nieuwe stijl werd niet gesmaakt en de verkopen stuikten in elkaar.

## Tweede generatie (1971)
Toen de Dodge Coronet vanaf 1971 enkel beschikbaar was als sedan en stationwagen werd een nieuwe Super Bee geïntroduceerd op basis van het platform van de Charger. Omdat van die Charger al een muscle car-variant bestond werd de Super Bee als goedkoop instapmodel gepositioneerd aan 3271 USD. Er verscheen ook een nieuwe motor: een 5,6 liter van 275 pk.

## 2007

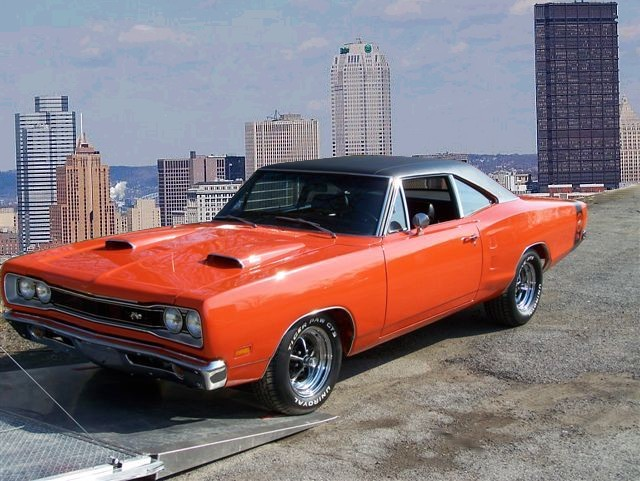
1969 Coronet Super Bee

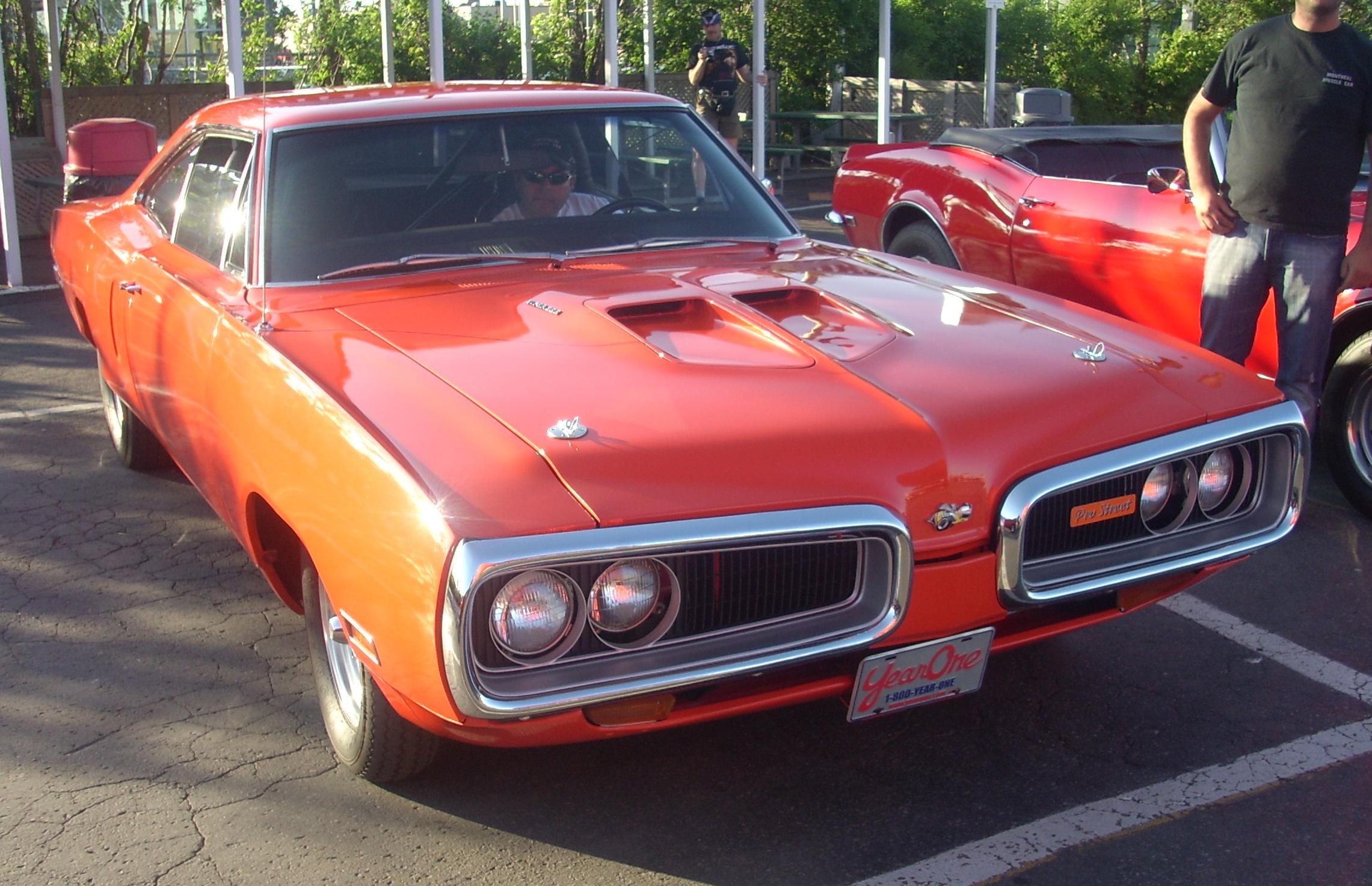
1970 Coronet Super Bee

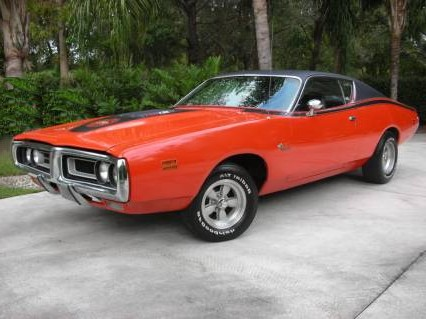
1971 Charger Super Bee

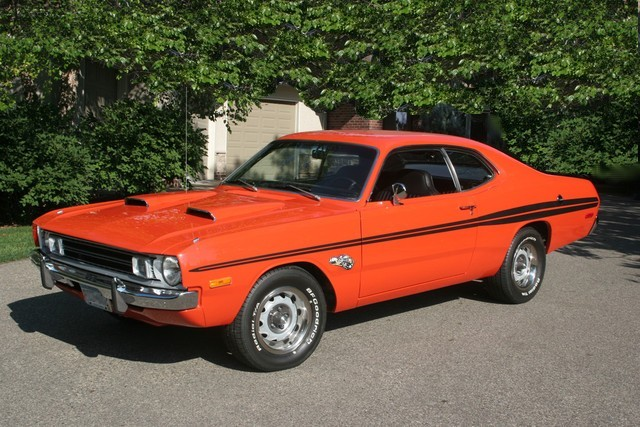
1973 Dart "Mexico" Super Bee

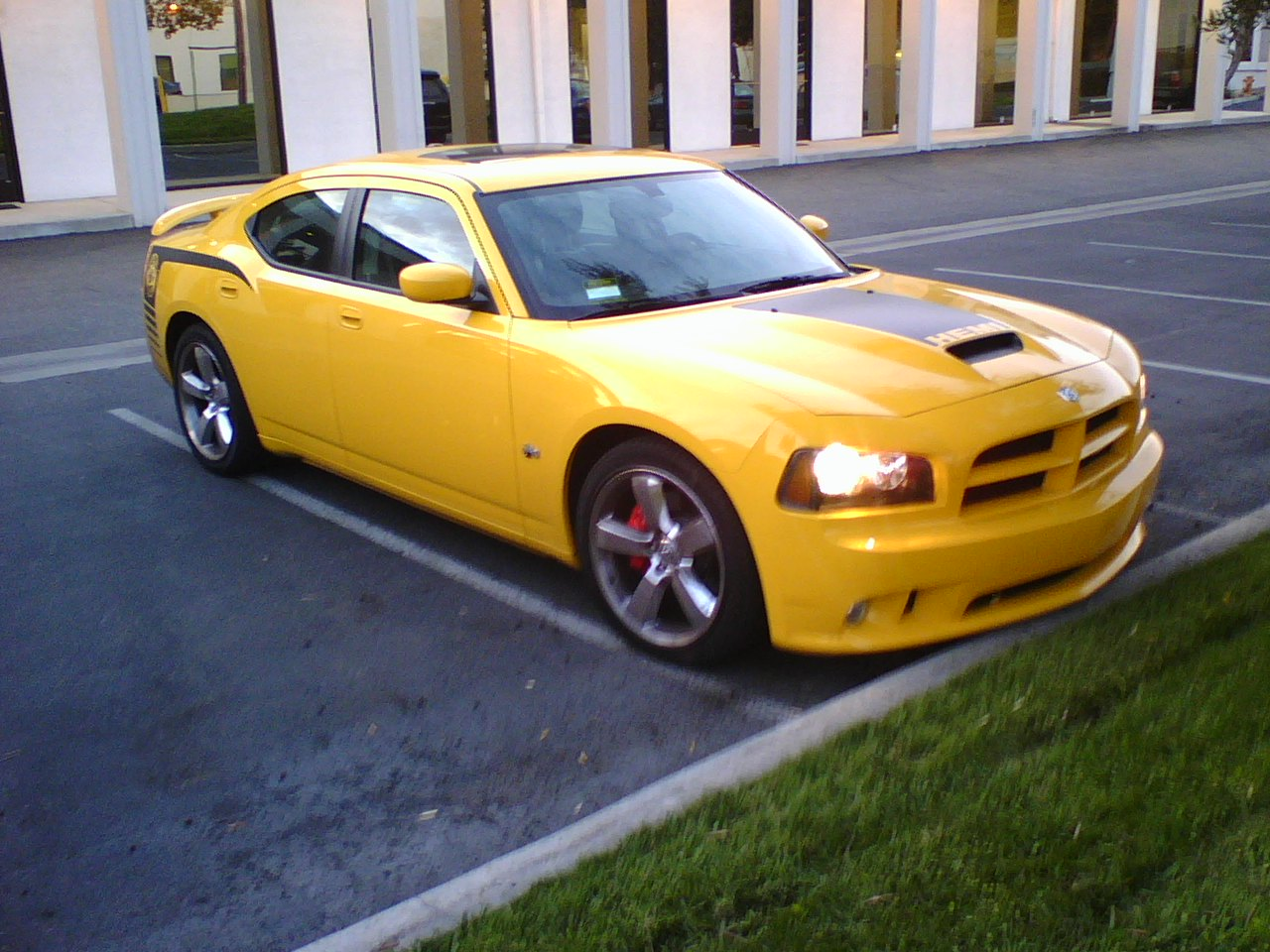
Charger Super Bee uit 2006.

Op de North American International Auto Show van 2006 introduceerde Dodge een nieuwe op de nieuwe Dodge Charger SRT-8 gebaseerde Super Bee. Beiden zijn in feite dezelfde auto op een paar details na. Deze Super Bee is een gelimiteerde editie van 1000 exemplaren in detonator geel met een zwarte motorkap die in 2007 gebouwd zullen worden.

## Mexico
Rond 1970 verscheen de Dodge Dart voor de Mexicaanse markt met een Super Bee-pakket. Tot 1976 stond het model op het A-platform. Tussen 1977 en 1979 stond het op het F-platform dat het deelde met onder andere de Dodge Aspen.

## Motoren
| Cilinderinhoud (l) | Configuratie/cilinders | pk  | kW  | Koppel (Nm) | Jaren     |
| ------------------ | ---------------------- | --- | --- | ----------- | --------- |
| 6,3                | Big-Block V8           | 335 | 250 | 576         | 1968-1970 |
| 7,0                | Hemi V8                | 425 | 317 | 664         | 1968-1970 |
| 7,2                | Big-Block V8           | 390 | 291 | 664         | 1969-1970 |
| 7,2                | V8                     | 375 | 280 | 651         | 1970      |
| 5,6                | Small-Block V8         | 275 | 205 | ?           | 1971      |
| 6,3                | Big-Block V8           | 300 | 224 | 555         | 1971      |
| 7,0                | Hemi V8                | 425 | 317 | 664         | 1971      |
| 7,2                | Big-Block V8           | 370 | 275 | ?           | 1971      |
| 7,2                | Big-Block V8           | 385 | 287 | 664         | 1971      |

## Productie
- 1968: 7842
- 1969: 26.125
- 1970: 14.254
- 1971: 5.054